# Lequincio Zeefuik
Lequincio Zeefuik, né le 26 novembre 2004 à Amsterdam aux Pays-Bas, est un footballeur néerlandais qui joue au poste d'avant-centre à l'AZ Alkmaar.

## Biographie

### En club
Né à Amsterdam aux Pays-Bas, Lequincio Zeefuik est formé par le FC Volendam. 
Le 21 avril 2021, il joue son premier match en professionnel lors d'une rencontre de championnat face au SC Telstar. Il entre en jeu et se fait remarquer en inscrivant également son premier but en professionnel, participant ainsi à la victoire de son équipe par deux buts à zéro. Ce but fait de lui, à 16 ans et 150 jours, le plus jeune buteur dans le football professionnel néerlandais depuis Henk Vos en 1984.
Il participe à la montée du club en première division à l'issue de la saison 2021-2022, le FC Volendam étant officiellement promu le 22 avril 2022, après une victoire face au FC Den Bosch (1-2),.
Il joue son premier match en Eredivisie, l'élite du football néerlandais, le 7 août 2022, lors de la première journée de la saison 2022-2023, face au FC Groningue. Il entre en jeu à la place de Robert Mühren et les deux équipes se neutralisent (2-2 score final). Zeefuik inscrit son premier but en Eredivisie lors de sa deuxième apparition, le 28 août 2022, contre le FC Twente. Entré en jeu, il donne la victoire à son équipe en étant l'unique buteur de la partie. Avec ce succès il permet aussi à son équipe de s'imposer pour la première fois de la saison et inflige également sa première défaite de la saison au FC Twente,. 

## Vie privée
Lequincio Zeefuik est le jeune frère de Género Zeefuik et de Deyovaisio Zeefuik, tous les deux également footballeurs.